# Marcelo I
Marcelo I (en latín: Marcellus PP. I) (Roma, ¿?-Roma, 16 de enero del 309) fue el 30.º obispo de Roma y sucesor de san Pedro, desde mayo/junio de 308 hasta su fallecimiento el 16 de enero de 309. Es venerado como santo por la Iglesia católica y las Iglesias ortodoxas.

## Biografía
La fecha de nacimiento es desconocida, pero el Liber Pontificalis dice que era de origen romano, específicamente del distrito de la vía Lata, actual vía del Corso.

### Elección
Durante algún tiempo después de la muerte de Marcelino en 304, la persecución de Diocleciano continuó con una severidad incesante. Después de la abdicación de Diocleciano en 305 y la ascensión en Roma de Majencio al trono de los césares en octubre del año siguiente, los cristianos de la capital volvieron a disfrutar de una paz relativa. Sin embargo, pasaron casi dos años antes de que se eligiera un nuevo obispo de Roma. 
Según el Catálogo Liberiano, Marcelo fue elegido Papa por el clero romano a mediados de 308:

«Fuit temporibus Maxenti a cons. X et Maximiano usque post consulatum X et septimum»
Catálogo Liberiano

Basado en la interpretación de Giovanni Battista de Rossi, esta anotación debe leerse:

«A contra. Maximiano Herculio X y Maximiano Galerio VII [308] usque post cons. Maxim. Herc. X y Maxim. Galer. VIII [309]»
«Fue obispo en la época de Majencio, desde el cuarto consulado de Majencio cuando Máximo era su colega, hasta después del consulado.»
Giovanni Battista de Rossi

Marcelo habría sido elegido sucesor de Marcelino ya a fines de 306, pero no pudo ser consagrado y tomar posesión del trono hasta el 27 de mayo de 308.
En su ascensión oficial, encontró a la Iglesia en una situación desastrosa. Se confiscaron los lugares de reunión y algunos cementerios y se suspendieron las actividades ordinarias. Además de esto, habían surgido disensiones internas provocadas por la gran cantidad de personas que habían abjurado de la fe durante la persecución y que, bajo la dirección de un apóstata, pretendían ser readmitidos en la comunión sin hacer un acto de penitencia, porque, en su opinión, el largo período en que estuvo vacante la sede apostólica, tras la abdicación del propio Papa, Marcelino hizo posible que tales procedimientos se consideraran ya obsoletos y superados.

## Pontificado
Una vez elegido, Marcelo se dispuso inmediatamente a reorganizar la Iglesia. Según el Liber Pontificalis, dividió el territorio metropolitano en 25 distritos (tituli), a la cabeza de los cuales estaba un presbítero que supervisaba la preparación de los catecúmenos, el bautismo, la administración de penitencias, las celebraciones litúrgicas y el cuidado de lugares de sepultura y memoria. Sin embargo, su nombre está relacionado principalmente con la fundación del Cœmeterium Novellœ en Vía Salaria, frente a la catacumba de Priscilla.
En Liber Pontificalis se informó:

«Hic fecit cymiterium Novellae vía Salaria et XXV titulos in urbe Roma constituyen casi dioecesis propter bautismum et pœnitentiam multorum qui convertebantur ex paganis et propter sepulturas Inartyrum»
«Estableció un cementerio en la Vía Salaria y nombró 25 iglesias de "título" como jurisdicciones dentro de la ciudad de Roma para brindar bautismo y penitencia a los muchos que trabajaron entre los paganos y sepultura a los mártires.»
Liber Pontificalis

A principios del siglo VII, había probablemente en Roma 25 iglesias titulares, y existe una tradición histórica que relata cómo se reformó la administración eclesiástica tras la persecución de Diocleciano, por lo que el compilador del Liber Pontificalis se lo atribuyó a Marcelo.
El trabajo del Papa, sin embargo, fue interrumpido pronto por la controversia de los lapsi. Marcelo, firme partidario de las antiguas tradiciones, endureció su posición y exigió penitencia a quienes querían ser readmitidos. Como prueba de esta posición está el epígrafe compuesto por el Papa Dámaso I para su tumba: 

«Verdadero pastor, porque manifestó a los lapsi la obligación que tenían de expiar su crimen con las lágrimas de la penitencia, fue considerado por aquellos miserables como un terrible enemigo. De ahí la furia, el odio, la discordia, la sedición, la muerte. Por el crimen de quien negó a Cristo incluso durante la paz, Marcelo fue deportado, víctima de la crueldad de un tirano»
Epígrafe de su tumba.

Debido a esta situación, se formó un partido que se oponía al Papa y estallaron rencillas, sediciones y matanzas. Majencio, quien dio crédito a las acusaciones de los turbulentos, responsabilizó a Marcelo de los disturbios y lo exilió a un lugar que aún se desconoce. Todo esto tuvo lugar a fines de 308 o principios de 309, según se informa en el Catálogo Liberiano, que habla de un pontificado no mayor a 1 año, 6 (o 7) meses y 20 días.
Marcelo murió en el exilio poco después de salir de Roma y fue venerado inmediatamente como un santo.

## Otras versiones

### Passio Marcelli
En el Liber Pontificalis y en el Breviario Romano se relata una versión diferente de la muerte de Marcelo, una versión transmitida de una Passio Marcelli del siglo V contenida en el Acta Sanctorum: 

«Majencio, enfurecido por la reorganización de la Iglesia emprendida por Marcelo, exigió del Papa que renunciase a su dignidad episcopal y que sacrificara a los dioses paganos, al igual que su predecesor. Cuando se negó, fue condenado a trabajar como esclavo en una oficina de correos (catábulo) en Roma. Después de nueve meses fue liberado por el clero romano, pero fue condenado nuevamente por consagrar la casa de la matrona Lucina en vía Lata. La sentencia consistía en cuidar los caballos admitidos en dicho catabulum. Unos días después murió Marcelo.»
Passio Marcelli

Esta versión quizás fue creada para ubicar de alguna manera el lugar del martirio del Papa: el Título de Marcelo, que estaba ubicado en la oficina pública de correos, de ahí el nombre de "San Marcello in catàbulo". Por ello se le considera patrón de los palafreneros y criadores de caballos.
La actual Iglesia de San Marcello al Corso data de principios del siglo XVI, y probablemente fue construida sobre los restos de la iglesia anterior que, a su vez, estuvo quizás en el lugar del catabulum donde murió Marcello.

### Hipótesis de Mommsen
Según el célebre erudito alemán Theodor Mommsen, Marcelo no habría sido el obispo de Roma, sino un simple presbítero romano al que se le había confiado la regencia de la administración eclesiástica durante el último período de la vacante del trono de Pedro. Sobre la base de esta teoría, el 16 de enero de 309 no sería más que la fecha de la muerte de Marcelino (que ya no sería Papa desde su abdicación el 25 de octubre de 304), a quien sucedería el Papa Eusebio. Esta hipótesis estaría respaldada por el hecho de que en algunos catálogos se menciona un solo Papa, a veces llamado Marcelino y a veces Marcelo, como si quisiera negar a Marcelino o se confundieran los dos nombres en uno. Sin embargo, no existe evidencia histórica que pueda sustentar esta tesis.

## Veneración
Según la Depositio episcoporum, la Cronografía de 354 y otros documentos, su fiesta es el 16 de enero. A pesar de ello, se desconoce tanto el lugar del exilio como la fecha exacta de su muerte, hipotetizada en torno al 16 de enero. Es cierto, sin embargo, según el Martyrologium Hieronymianum, que fue trasladado a Roma y enterrado en la catacumba de Priscila. Sus restos se depositaron en la antigua urna de basalto verde del altar mayor de la Iglesia de San Marcello al Corso.
La Iglesia católica celebra su memoria litúrgica el 16 de enero; las Iglesias ortodoxas, en cambio, lo recuerdan el 7 de junio.
Martyrologium Hieronymianum:

En Roma, en el cementerio de Priscila, en la vía Salaria Nueva, sepultura de san Marcelo I, papa, que, como recuerda el papa san Dámaso, fue un verdadero pastor, por lo que sufrió mucho, siendo expulsado de su patria y muriendo en el destierro por haber sido denunciado falsamente ante el tirano por algunos que despreciaban la penitencia que les había impuesto (309).